# 라스베이거스 스트립 서킷
라스베이거스 스트립 서킷은 네바다주 파라다이스에 있는 라스베이거스 스트립의 일부를 중심으로 한 거리 서킷은 네바다주 라스베이거스와 바로 인접해 있다. 이 거리는 라스베이거스의 주요 호텔과 카지노가 있는 라스베이거스 대로의 일부 구간인 라스베이거스 스트립을 포함하고 있다. 이 거리에는 스피어, 시저스 팰리스, 벨라지오, 파리 라스베이거스 등 도시의 가장 주목할 만한 랜드마크가 포함되어 있다.
포뮬러 원 서킷 디자이너 헤르만 틸케의 아들인 카르스텐 틸케가 설계한 이 서킷은 2022년 3월에 착공하여 2023년 11월 16일 첫 라스베이거스 그랑프리 주말에 개장했다.

## 역사
이 서킷은 라스베이거스 스트립으로 널리 알려진 라스베이거스 대로의 일부를 통합하도록 설계되었다. 이 차량은 야간에 조명이 들어오는 여러 지역 랜드마크를 통과한다. 이 도시는 10년 동안 포뮬러 원에 레이스에 필요한 도로를 사용할 수 있는 허가를 부여해 왔다. 2022년 3월 레이스가 발표되었을 때 트랙 레이아웃에는 14개의 코너가 있었다. 이후 시케인이 추가되어 코너 수가 17개로 늘어났다.

### 회로 인증을 방지하려는 시도 혐의
2024년 3월 5일, 2023년 첫 트랙 경주가 시작된 지 몇 달 후, BBC는 모하메드 벤 술라얌 FIA 회장이 경주 관계자들에게 경주 시간에 맞춰 서킷을 인증하지 말라고 압력을 가했다고 보도했다. 이는 술라얌이 2023년 사우디아라비아 그랑프리에서 페르난도 알론소에게 부과된 페널티를 뒤집도록 스튜어드들을 설득한 혐의로 FIA 조사를 받게 되었다는 소식이 전해진 다음 날에 나온 것이다. 그러나 2024년 3월 20일, FIA는 벤 술라얌의 모든 잘못을 무혐의 처분했다고 발표했다.